# Macutzio
Macutzio es una localidad del estado mexicano de Michoacán. Es parte del municipio de Zitácuaro.

## Toponimia
El nombre «Macutzio» proviene del otomí.

## Demografía
| Gráfica de evolución demográfica |
|                                  |

| Censo | Población |
| ----- | --------- |
| 1940  | 475       |
| 1950  | 397       |
| 1960  | 309       |
| 1970  | 600       |
| 1980  | 466       |
| 1990  | 686       |
| 2000  | 1039      |
| 2010  | 1191      |
| 2020  | 1330      |